# 조시 사전트
조슈어 토머스 사전트(영어: Joshua Thomas Sargent, 2000년 2월 20일 ~ )는 미국의 축구 선수로 현재 잉글랜드 EFL 챔피언십의 노리치 시티에서 공격수 겸 윙어로 활약하고 있으며 미국 축구 국가대표팀의 일원으로도 활약하고 있다.